# Поклонська Наталія Володимирівна
Ната́лія Володи́мирівна Покло́нська (до шлюбу Дубровська; нар. 18 березня 1980 року, Олексіївка, Новоайдарський район, Ворошиловградська область (нині Луганська область), Українська РСР, СРСР) — колишня українська, нині російська юристка, громадська та політична діячка, проросійська колабораціоністка. Заступниця голови Росспівробітництва з 2 лютого до 13 червня 2022 року. Посол РФ у Кабо-Верде з 13 жовтня 2021 до 2 лютого 2022 року. Депутатка Думи РФ VII скл. (5 жовтня 2016 — 12 жовтня 2021). Прокурорка маріонеткової Республіки Крим (25 березня 2014 — 6 жовтня 2016), прокурорка Автономної Республіки Крим (11—17 березня 2014). Заступниця голови комітету Держдуми РФ з міжнародних справ з 18 вересня 2016 року. Радниця Генерального прокурора Росії (14 червня 2022). Магістр з міжнародних справ (2021). Член фракції «Єдина Росія».
Має українофобські та русофільські погляди. Після початку тимчасової анексії Росією Криму перейшла на бік Росії. Прокурорка окупованої території, маріонеткової "Республіки Крим" з 2 травня 2014 до 6 жовтня 2016 року. На посаду призначена указом Путіна. Державний радник юстиції 3 класу (2015). В 2015 заявляла про відкриття кримінальної справи проти Мустафи Джемілєва, Рефата Чубарова та Ленура Іслямова, ініціаторка заборони діяльності Меджлісу кримськотатарського народу в Російській Фередації.
Органами МВС України оголошена в розшук за статтею 109 ч. 1 ККУ — «дії, початі з метою насильницької зміни чи повалення конституційного ладу або захоплення державної влади, а також змова про здійснення таких дій».

## Життєпис

Країни, де Поклонська під санкціями

Народилася 18 березня 1980 року в Михайлівці Перевальського району Ворошиловградської області, УРСР (нині селище міського типу Перевальського району Луганської області, Україна). За словами Поклонської, частина її предків походила зі Сербії та переселилася до Російської імперії 1915 року.
1987 року з батьками й старшою сестрою Оленою переїхала до Євпаторії.
2002 — закінчила філію Харківського університету внутрішніх справ у Євпаторії, працювала в органах прокуратури України.
З 2018 року навчається в Дипломатичній академії МЗС Росії.
Володіє російською, українською, сербською мовами, вивчає англійську[джерело?].

### У прокуратурі України
2002—2006 роках — помічниця прокурора Красногвардійського району Криму.
2006—2010 роках — помічниця прокурора Євпаторії.
2010—2011 року — працювала в прокуратурі Криму заступницею начальника відділу нагляду за додержанням законів від спецпідрозділів та інших установ, що ведуть боротьбу з організованою злочинністю.
2011 року була державною обвинувачувачкою в гучному процесі ексдепутата Верховної Ради Криму й колишнього директора футбольного клубу «Таврія» Рувима Аронова (справа ОЗУ «Башмаки» — однієї з найбільших організованих злочинних угруповань Криму 1990 — 2000-х років, що займалась рекетом, грабунками й убивствами). У грудні того ж року була сильно побита в під'їзді свого будинку, через що в Поклонської залишилася паралізована частина обличчя. Напад пов'язують з помстою «Башмаків». Пізніше Поклонська повідомила, що історія про напад — неправда.
2011—2012 — сімферопольська міжрайонна природоохоронна прокурорка, керувала Сімферопольською міжрайонною природоохоронною прокуратурою.
З жовтня до грудня 2012 року працювала начальницею відділу участі прокурорів у розгляді справ в апеляційному суді Криму.
З грудня 2012 року до 11 березня 2014 обіймала посаду старшого прокурора 2-го відділу процесуального керівництва досудовим розслідуванням та підтримки державного обвинувачення управління нагляду за додержанням законів від органів внутрішніх справ Головного управління нагляду за дотриманням законів у кримінальному провадженні Генеральної прокуратури України.
11 березня 2014 року звільнена з органів Прокуратури України наказом Олега Махницького.

### «Прокурор» окупованого РФ Криму
Після окупації Криму Росією, 11 березня 2014 року Поклонська призначена на посаду прокурора АРК, після того, як четверо кандидатів (троє, за інформацією самої Поклонської), заступників колишнього прокурора республіки В'ячеслава Павлова, відмовилися її обійняти.
Одночасно Поклонську звільнено з Генеральної прокуратури України, проти неї порушено кримінальну справу за співучасть у діях із захоплення влади. Сама Поклонська називає зміну влади в Україні «антиконституційним заколотом» і «збройним захопленням влади», а нову київську владу — «чортами з попелища».
26 березня 2014 року МВС України за дорученням уряду оголосило її в розшук, як таку, що «переховується» від органів досудового розслідування. Їй закидають статтю 109, частина 1 Кримінального кодексу України — «дії, початі з метою насильницької зміни чи повалення конституційного ладу або захоплення державної влади, а також змова про здійснення таких дій».
4 квітня 2014 року постановою Окружного адміністративного суду Києва задоволено позов виконувача обов'язків генерального прокурора України Олега Махніцького та визнано протиправною і скасовано ухвалу Президії Верховної Ради АРК від 10 березня 2014 № 1726-6/14, яким виконання обов'язків прокурора Автономної Республіки Крим покладено на Наталію Поклонську.
Після призначення «прокурором Криму» однією з перших справ Поклонської стало розслідування щодо заподіяння тілесних ушкоджень працівникам кримського «Беркуту».
25 березня 2014 — наказом генпрокурора РФ Юрія Чайки Поклонську призначено «прокурором» окупаційної влади «Республіки Крим».
27 березня 2014 року їй присвоєно чин старшого радника юстиції.
11 квітня 2014 року Чайка вручив їй посвідчення співробітника прокуратури РФ.
4 квітня 2014 року за згодою Поклонської співробітники УФСБ Росії затримали помічника «прокурора» Ялти Євгена Помелова під час отримання хабаря від мешканця міста в розмірі 7,5 тисяч грн. Було порушено кримінальну справу за частиною 3 статті 290 КК РФ «хабар посадовій особі за вчинені завідомо незаконні дії».

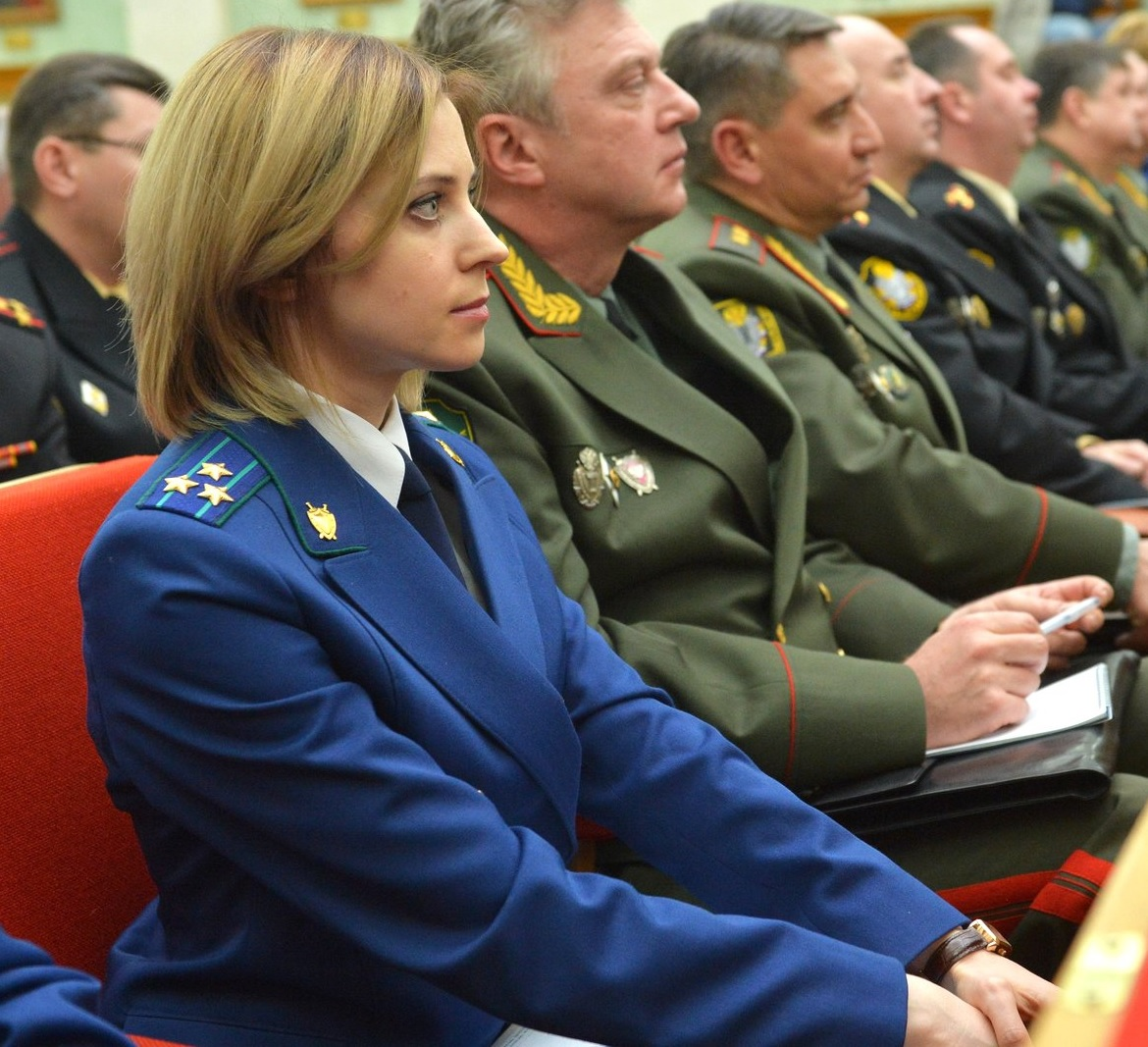
Поклонська у Генпрокуратурі РФ, 24 березня 2015 року

Погрожувала заборонити Меджліс кримськотатарського народу за проукраїнську політику. Зрештою 26 квітня 2016 року це громадське об'єднання визнали екстремістським і забороненим на території Росії.
2 травня 2014 року офіційно затверджена на посаді прокурора Криму.
7 травня 2014 року склала присягу прокурора РФ.
11 червня 2015 року Указом Путіна присвоєно клас державний радник юстиції 3 класу.
На початку травня 2016 року за ініціативою Поклонської був записаний аматорський кліп на пісню «Від героїв минулих часів» з фільму «Офіцери», на початку якого вона зачитала кілька рядків з вірша.
28 вересня 2016 року депутатський мандат їй передав так званий «голова Криму» Сергій Аксьонов.
7 жовтня 2016 року звільнена з посади прокурора Криму в зв'язку з обранням до Державної Думи ФС РФ.
2016 року Поклонська призупинила виконання повноважень в органах прокуратури РФ на час виборної посади.

### Депутатка Держдуми РФ VII скликання
18 вересня 2016 року обрана депутаткою Держдуми РФ VII скликання від «Єдиної Росії».
25 вересня 2016 року Єдина Росія висунула її кандидатуру на пост голови комісії з контролю за достовірністю декларування доходів депутатів, пізніше цієї посади була позбавлена.
У Держдумі є членом фракції «Єдина Росія», безпартійна.
5 жовтня 2016 року на першому засіданні Думи РФ VII скликання обрана заступницею голови комітету Держдуми з безпеки і протидії корупції.
У жовтні 2016 року надіслала депутатський запит до Генпрокуратури РФ про фільм «Матильда», що розповідає про стосунки Миколи Романова (майбутнього імператора Миколи II), з балериною Матільдою Кшесинською. Причина — «спотворення історичних подій», «антиросійська та антирелігійна провокація у сфері культури». Перевірка порушень не виявила. Голова думського комітету з культури РФ, режисер Станіслав Говорухін розкритикував ідею про перевірку фільму, висловив упевненість, що такі ініціативи потрібно «припиняти на корені».
30 січня 2017 року стало відомо, що Поклонська направила в Генпрокуратуру РФ новий запит з вимогою провести повторну перевірку — з метою дослідження затвердженого до зйомок сценарію і законності витрачання бюджетних коштів, виділених Фондом кіно на створення картини. Обурення викликало також виконання ролі згодом канонізованого цесаревича німецьким актором Ларсом Айдингером, відомого участю у фільмах для дорослих.
У серпні 2017 року знялася в кліпі «Кораблі» групи Скретч.
Станом на 18 жовтня 2017 року Поклонська написала 43 звернення в Генеральну прокуратуру РФ про можливі порушення в діях творців кінофільму. Унаслідок розгляду звернень Генпрокуратура РФ порушень не встановила.
25 жовтня 2017 року записала на Красній площі звернення до генпрокурора РФ Чайки, звинувативши його в бездіяльності.

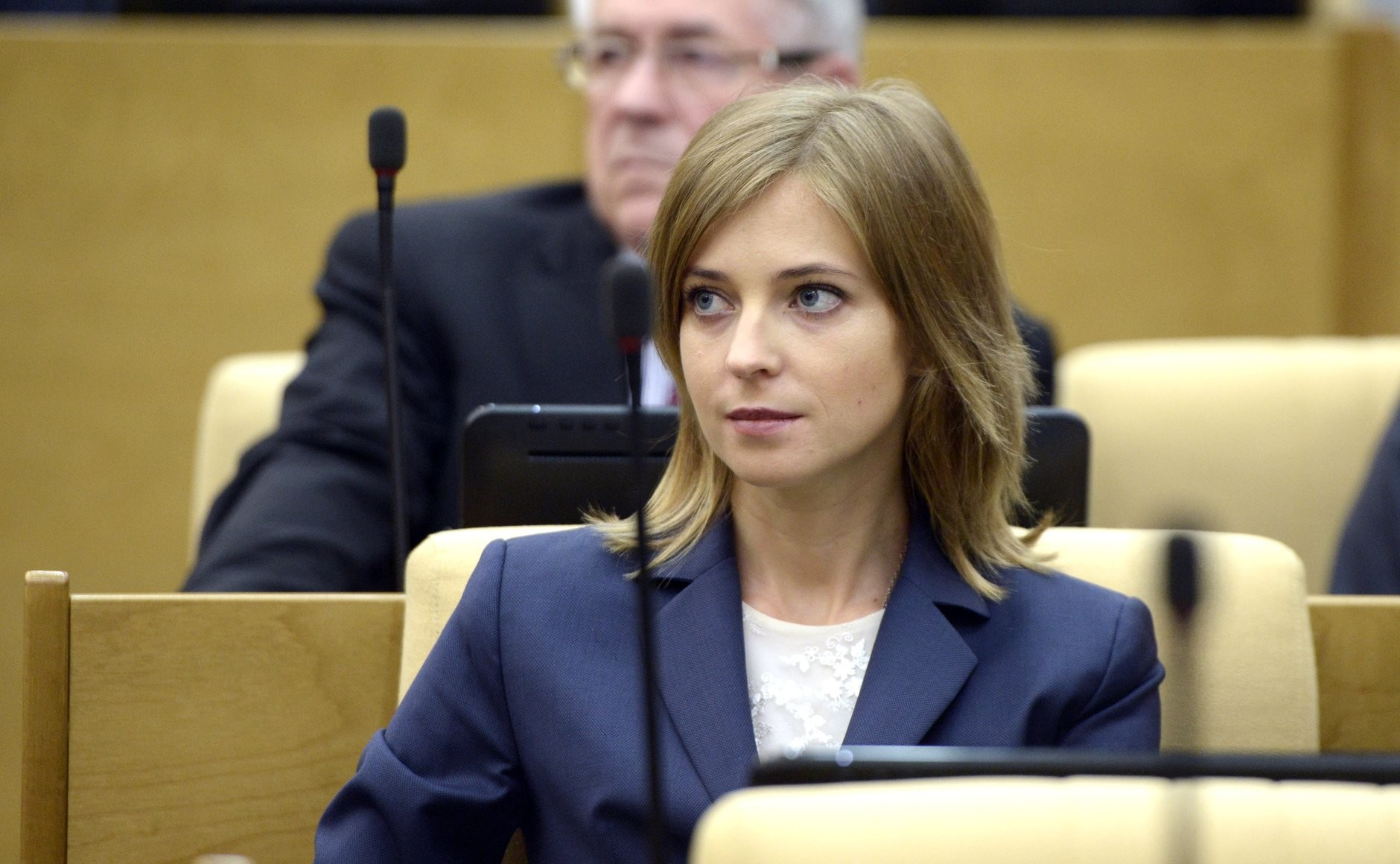
На першому засіданні Держдуми ФС РФ 7-го скликання, 5 жовтня 2016 року

13 листопада 2017 року подала заяву на Олексія Паніна за пародію на фільм «Матильда».
5 лютого 2018 року запропонувала заборонити сурогатне материнство.
У лютому 2018 року Поклонська написала книгу «Відданість вірі й батьківщині».
Поклонська спочатку не погодилася з пенсійною реформою, запропонованою урядом Росії.
19 липня 2018 року Поклонська стала єдиним членом фракції «Єдиної Росії», який проголосував проти пенсійної реформи. У зв'язку з цим керівництво фракції пообіцяло вжити заходів.

26 липня 2018 року єдинороси бойкотували засідання комісії по доходах, що проводиться щодо Поклонської, а керівник фракції «Єдина Росія» Сергій Неверов запропонував Поклонській подумати про здачу мандата. Поклонська відмовилася це робити.

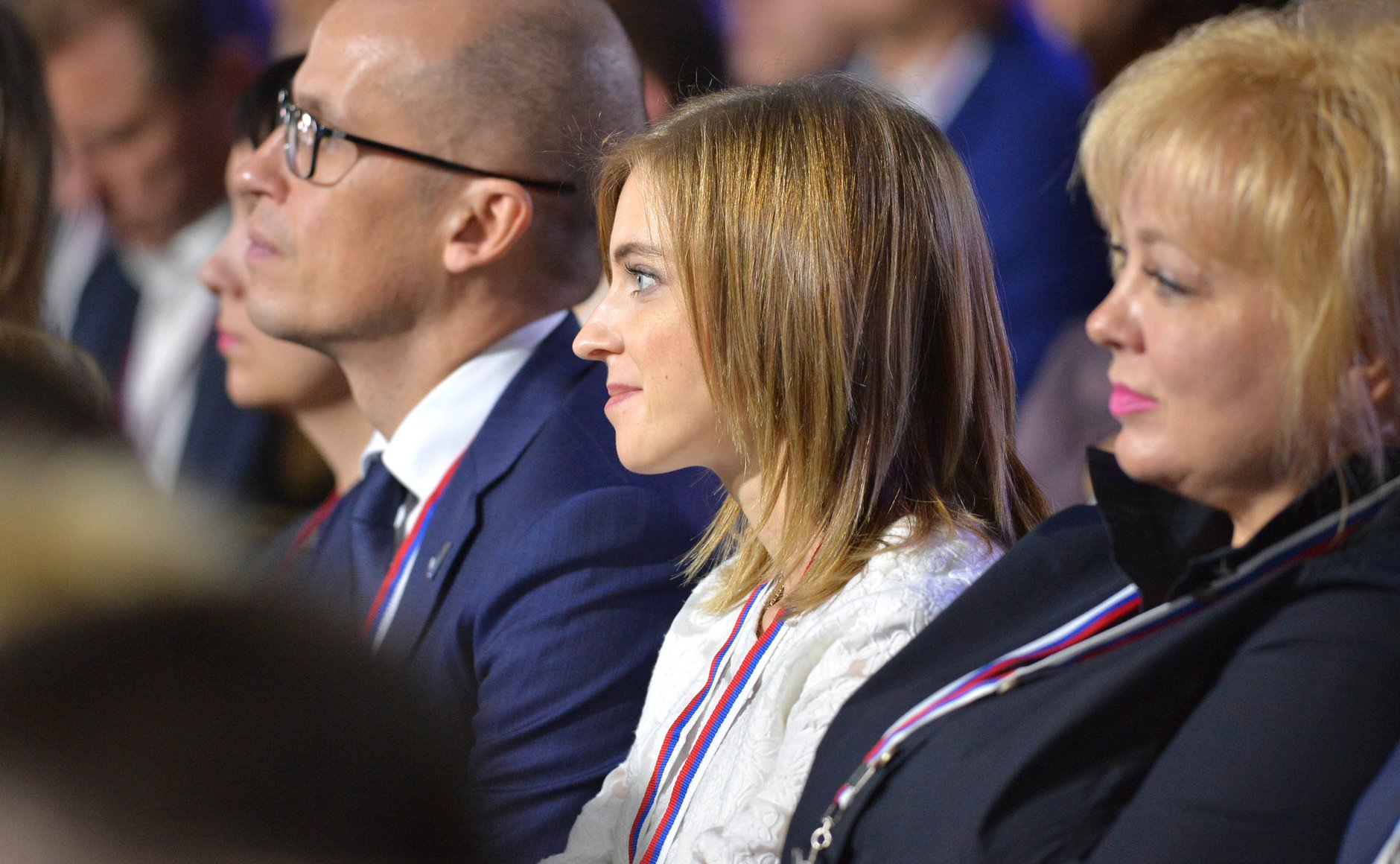
У тимчасово окупованій Ялті, 26 жовтня 2016 року

 4 серпня 2018 року звернулася до В'ячеслава Володіна з проханням утрутитися в ситуацію зі зривом засідання очолюваної нею комісії.
2 вересня 2018 року вперше відвідала окупований росіянами Донецьк у зв'язку з похороном терориста Захарченка, назвала терориста «справжнім народним героєм».
24 вересня 2018 року запропонувала свої поправки до пенсійної реформи, які полягали в збереженні пенсійного віку на колишньому рівні, 55 років для жінок і 60 років — для чоловіків, також пропонувала при цьому дати людям право самостійно ухвалити рішення — виходити на пенсію або продовжувати роботу.
9 жовтня 2018 року незаконно відвідала окуповану Росією частину Луганської області, зустрілася зі своїми родичами — бабусею і тіткою, відвідала селищне кладовище, де поховані прабабусі й прадідусі, а також православну церкву, у якій її хрестили в дитинстві, також під час цього візиту Поклонська провела робочу зустріч з головою луганських сепаратистів Леонідом Пасічником. Під час цієї поїздки здійснили домовленість про приїзд до Луганська лікарів з Росії.
12 лютого 2019 року оголосила про написання книги «Кримська весна».
12 березня 2019 року проголосувала проти закону про неповагу до влади, який передбачає адміністративну відповідальність за висловлювання, які можуть бути розцінені як непристойні. Поклонська вважає, що сам закон недопрацьований і дублює нормативні акти, що вже існують.
8 квітня 2019 року — розповіла про симпатії до Зеленського. Назвала його чудовим політиком і актором.
У вересні 2019 року Поклонська стала заступницею голови комітету з міжнародних справ, членом комісії Думи Федеральних Зборів РФ з розслідування фактів втручання іноземних держав у внутрішні справи Росії.

### Посол РФ у Кабо-Верде
13 жовтня 2021 року президент РФ Путін призначив Поклонську послом РФ у Кабо-Верде. Міністерство закордонних справ України відразу ж заявило, що буде домагатися її екстрадиції. У січні 2022 Поклонська повідомила, що не поїде до Кабо-Верде через особисті обставини.
14 червня 2022 Поклонську було звільнено з посади заступниці голови Росспівробітництва й призначено радницею генпрокурора РФ Ігоря Краснова.

## Розслідування діяльності
6 грудня 2021 року Київський апеляційний суд дозволив затримання Поклонської для розгляду справи про запобіжний захід.

## Санкції
Наталія Поклонська активно підтримує та здійснює дії, які підривають територіальну цілісність, суверенітет та незалежність України. Наталія Поклонська є підсанкційною особою в багатьох країнах світу.

## Громадянство
З 2014 року — громадянка РФ. 20 жовтня 2017 року Адміністрація Президента України повідомила у відповідь на запит депутата Верховної Ради України Сергія Лещенко, що Поклонська досі є громадянкою України на підставі того, що ні Державна міграційна служба України, ні Міністерство закордонних справ України, ні інші дипломатичні установи не надсилали Президентові подання про позбавлення Поклонської українського громадянства.

## Доходи
Згідно з декларацією, опублікованою на сайті «прокуратури Республіки Крим», Поклонська володіє квартирою площею 116,6 м2, а її дохід за 2014 рік склав 1,926 млн. рублів. Згідно декларації, опублікованій ЦВК 2016 року, дохід Поклонської за 2015 рік склав 2,3 млн рублів, а на період з початку до кінця минулого року згідно з декларацією, опублікованою на сайті Держдуми РФ, з 1 січня 2016 року до 31 грудня 2016 року дохід Поклонської склав 2 611 903,79 рублів, за 2017 рік — понад 4,5 млн рублів.

## Соцмережі
У жовтні 2016 року зареєструвалася в соцмережах. З квітня 2014 року має канал в Youtube.

## Особисте життя та погляди
Розлучена, виховує доньку. Батьки — пенсіонери, живуть у тимчасово окупованому Росією Криму. Обидва діди Поклонської загинули на німецько-радянській війні.
Колишній чоловік Володимир Клименко (1974—2025), колишній керівник фракції проросійської партії ОПЗЖ.
Колишнім чоловіком Поклонської і батьком її єдиної дитини був заступник голови Комісії з прав людини Громадської палати РФ Андрій Миколайович Красильников, з яким улітку 2018 року розлучилась.
У серпні 2018 року Поклонська одружилася з ветераном органів, заслуженим юристом Росії, 48-річним Іваном Соловйовим — на той момент керівником апарату уповноваженого з прав людини в РФ. Весілля відбулося в окупованому Криму. 2019 року вони розлучились.
Поклонська активно підтримує політику Росії. Є шанувальницею Миколи II, його портрет стоїть у неї в кабінеті. У жовтні 2014 року Поклонська передала до Лівадійського палацу понад 80 фотографій із сімейного архіву імператора, отримані нею від священника Свято-Успенського печерного монастиря в Криму.
У травні 2015 року взяла участь у відкритті погруддя імператора в Лівадійському палаці, оголосивши про плани встановити за її особистим замовленням скульптурну композицію з усіма членами його сім'ї. Також зробила гучну заяву про те, що зречення Миколи II не має юридичної сили.
9 травня 2016 року вийшла на акцію пам'яті «Безсмертний полк» з іконою Миколи II, пояснивши це тим, що виконує «прохання ветерана».

### Популярність

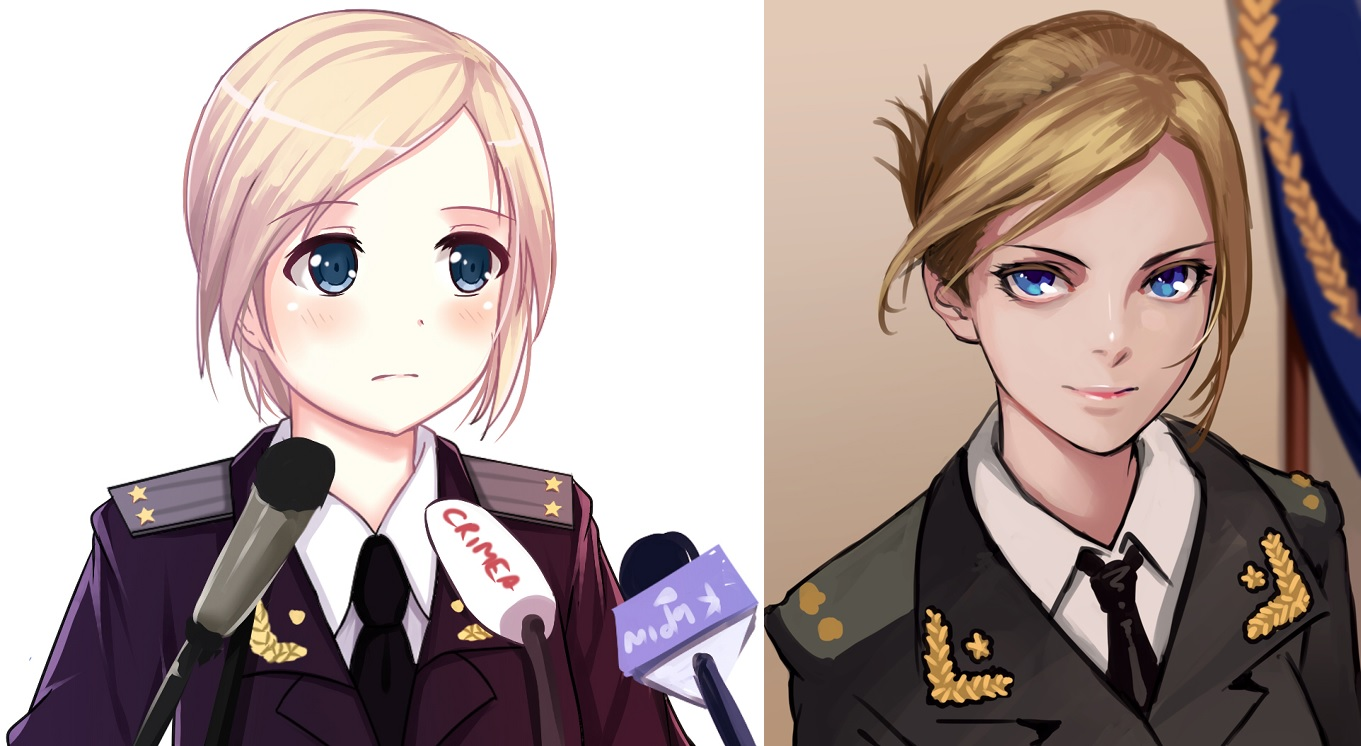
Зображення Поклонської у стилі «мое»

Здобула популярність в усьому світі після появи відео з записом її пресконференції на YouTube. Після того, як уривки з цього ролика були завантажені японським користувачем YouTube з заголовком «Нова Генеральний прокурор Криму дуже красива», відео стало хітом японського інтернету. Японці відзначили виразні очі Поклонської, прокурорську форму та схожість «прокурора» з героїнями японських коміксів. 14 березня посилання на відео розмістив популярний японський користувач Твіттера, і цей твіт набрав більше 9000 репостів.
Картинки, на яких Поклонську малюють у стилі аніме й манги, стали інтернет-мемом.
Стала прототипом персонажки «Обвіняшка» у комп'ютерній грі Prime World.

## Нагороди
- Відзнака «За внесок у ветеранський рух» (20 листопада 2014 року, громадська організація «Російський союз ветеранів»)[84].
- Почесна медаль «За заслуги у справі захисту дітей Росії» (27 січня 2016 року, Уповноважений при президентові РФ з прав дитини) — за особистий внесок у справу захисту дітей[85].
- Орден «За вірність обов'язку» (2015) — за мужність, патріотизм, активну громадсько-політичну діяльність.[86]
- Медаль «За жертовне служіння» (2014);
- Нагрудний знак «Гордість вітчизни» (22 лютого 2018 року, Асоціація працівників правоохоронних органів і спецслужб РФ)[87].
- Нагорода БРІКС (9 грудня 2019 року, Індія).

## Цікаві факти
- 7 липня 2015 зробила публічну заяву з метою реставрації російської монархії[88]: Визнати нелегітимним зречення Миколи II та повернути Романових[89][90][91]. Вважає також, що маніфест від 3 березня 1917 р. про відречення Миколи II не мав необхідних атрибутів офіційного документу й підписаний був олівцем[89] на копії[89] маніфесту, не було дотримано процесуальної процедури офіційного відречення Миколи II, більшовики фальсифікували історію, звідси — не має юридичної сили вказаний акт проти Миколи II і є нелегітимним відречення Миколи II[90][91][89].
- На початку березня 2017 заявила, що в Сімферополі замироточив бюст Миколи II[92], який «помер, щоб ми зробили Росію великою».
- У березні 2017 року була гостею телепередачі на російському Першому каналі «Прожекторперісхілтон», де, окрім іншого, грала на роялі.[93]
- Знялася в пропагандистському російському фільмі «Ополченочка» московського режисера Романа Розума[94].